# Convent de Franciscanes Missioneres
El convent de Franciscanes Missioneres o Darderes és un edifici religiós situat al carrer de l'Hospital, 69 del Raval de Barcelona. Com que no està catalogat, li correspon la categoria D (bé d'interès documental), atorgada per defecte a tots els edificis del districte de Ciutat Vella.

## Història
A la seva mort el 1731, el cirurgià guixolenc Francesc Darder i Barrich va fundar una causa de pia de senyores, les quals reberen el nom popular de darderes, per a atendre les dones malaltes de l'Hospital de la Santa Creu.
Aquestes s'establiren en una casa propera a l'hospital, i després de diverses vicissituds, es convertiren en congregació religiosa, que el 1896 rebé el nom de Franciscanes Missioneres de la Nativitat de Nostra Senyora. A la mateixa època, l'arquitecte Enric Fatjó va projectar l'edifici actual, i l'11 de maig del 2023, festivitat de Sant Ponç, hi va tenir lloc una jornada de portes obertes després de la seva rehabilitació a càrrec de l'arquitecte Miquel Batet.

## Descripció
Edificat sobre una parcel·la amb més de 50 m de fondària, consta de planta baixa i cinc pisos. La façana, d'estil historicista, combina elements neorromànics com el portal i les finestres d'arc de mig punt amb guardapols motllurats sostinguts per mènsules esculpides, amb altres de neogòtics, com la traceria lobulada de les finestres de la planta baixa.
A l'interior, la capella té un petit altar presidit pel sagrari i un Sant Crist, sobre el qual s'obre un cambril amb un estol d'àngels que bressolen la Mare de Déu recent nascuda, que dona nom a la congregació. També compta amb diverses capelles laterals i té un segon pis on hi ha el cor i des d'on s'accedeix tant al cambril com a l'espai conventual. Els pisos superiors han estat transformats en residència per a persones en risc d'exclusió social, a l'espera d'obtenir la llicència d'activitats i la subvenció corresponent.